# Edmé Jean Antoine du Puget d'Orval
Pour les articles homonymes, voir Puget (homonymie).
Edmé Jean Antoine du Puget d’Orval ou Dupuget d’Orval, né le 16 septembre 1742 à Joinville (Haute-Marne), mort le 14 avril 1801 à Paris, est un général de brigade de la Révolution française.

## États de service
Il entre en service à 10 ans le 20 juin 1752, comme élève à l’école d’artillerie de Strasbourg, il passe sous-lieutenant le 1er mai 1756 à l’école d’artillerie de La Fère, lieutenant en second le 1er janvier 1758, et il participe à la Bataille de Saint-Cast le 11 septembre 1758. Il est promu garçon major le 15 janvier 1762, sous aide major le 16 novembre 1764, et il reçoit une commission de capitaine le 15 octobre 1765. Aide major le 31 juillet 1767, il devient capitaine en second le 29 février 1768, et il est affecté en Corse. 
Le 1er octobre 1772, il est nommé capitaine en second de mineurs, capitaine en second de sapeur le 28 juin 1775, et capitaine en premier d’ouvriers le 1er janvier 1777. Il est fait chevalier de Saint-Louis le 2 juin 1777. Il reçoit son brevet de major le 28 mai 1781, et il est titularisé le 31 octobre 1782. Le 1er septembre 1784, il est nommé colonel du régiment du corps royal de l'artillerie des colonies, et il est affecté aux Antilles et à Saint-Domingue, associé du Cercle des Philadelphes. Sous-gouverneur du Dauphin  en 1786, il démissionne en juillet 1787. 
De retour au service comme colonel d'artillerie le 9 juillet 1789, il devient directeur des forges de l'Artillerie le 1er avril 1791. Il est promu maréchal de camp le 4 mai 1792, et il démissionne le 16 mai suivant. Emprisonné pendant la Terreur, il est libéré le 27 juillet 1794, et il se retire au hameau de Bachimont commune de Buire-au-Bois pour se livrer à sa passion l'Histoire naturelle. 
Il est élu associé non résidant de la 1re Classe de l’Institut national (section d’histoire naturelle et minéralogie) le 5 mars 1796.
Il meurt le 14 avril 1801, à Paris.

## Sources
- (en) « Generals Who Served in the French Army during the Period 1789 - 1814: Eberle to Exelmans »
- www.academie-sciences.fr/academie/membre/memD.pdf
- Archives nationales d’Outre-mer
- Côte S.H.A.T.: 4 YD 3860
- Georges Six, Dictionnaire biographique des généraux & amiraux français de la Révolution et de l'Empire (1792-1814), Paris : Librairie G. Saffroy, 1934, 2 vol., p. 335